# Архимандрит Серафим (Кужић)
Серафим (световно Мирослав Кужић; Јајце, 1975) архимандрит је Српске православне цркве, игуман Манастира Рајиновац.

## Биографија

### Млади дани
Рођен је 1975. године у Јајцу. Приликом крштења је добио име Мирослав. Одрастао је у селу Герзову код Мркоњић Града.
Завршио је основну школу у месту Горњи Бараћи, а затим 1990. године уписао је Богословију „Света три Јерарха“ у манастиру Крка где матурира 1995. године.

### Манастир Рмањ
Године 1995. долази у Манастир Рмањ код Мартин Брода, где га је 1996. године замонашио тадашњи епископ бихаћко-петровачки Г. Хризостом Јевић, давши му монашко име Серафим. Јеромонах постаје на празник Свете великомученице Марине 1997. године, а затим добива и чин архимандрита. Старешина Манастира Рмња био је у периоду од 1995. па све до 2019. године.

### Старешина Манастира Рајиновац
Благословом Његове Светости Патријарха српскога Г. Иринеја Гавриловића, 5. септембара 2019. године постављен је старешину Манастира Рајиновца код Гроцке где се и данас налази.